# Peter Bieri
Peter Bieri (Berna, 23 de junho de 1944 – 27 de junho de 2023) foi um escritor e filósofo suíço, também conhecido pelo seu pseudónimo Pascal Mercier.

## Biografia
Bieri estudou Filosofia, Estudos Ingleses e Estudos Indianos, tanto em Londres como em Heidelberg. Recebeu o doutoramento pelas mãos de Dieter Henrich e Ernst Tugendhat pelo seu trabalho acerca da filosofia do tempo. Após lhe ser conferido o grau, trabalhou como assistente científico no Seminário Filosófico da Universidade de Heidelberg.
Bieri foi cofundador da unidade de investigação "Cognição e Cérebro" da Deutsche Forschungsgemeinschaft. A sua investigação incidiu na filosofia da mente, na epistemologia e na ética. De 1990 e até 1993, foi professor de História da Filosofia na Universidade de Marburg. A partir de 1993, leccionou filosofia na Universidade Livre de Berlim ocupando a cadeira de Filosofia analítica como sucessor de Ernst Tugendhat, seu mentor.

## Pseudônimo e trabalho como escritor
Como escritor, Bieri usa o pseudônimo Pascal Mercier, composto pelos sobrenomes dos dois filósofos franceses Blaise Pascal e Louis-Sébastien Mercier. Martin Halter, em Frankfurter Allgemeine Zeitung, criticou a tentativa de Bieri de "vestir o banal homem de Berna com uma jabot de renda do filósofo francês" como um maneirismo pretensioso. Peter Bieri publicou quatro romances até hoje. Os revisores identificaram “coração, desgraça e muito destino” como “sua receita de sucesso” que Bieri, visando a “literatura de bem-estar”, aplica em cada um de seus livros com poucas variações.

## Morte
Bieri morreu em 27 de junho de 2023, aos 79 anos.

## Trabalhos

### Como filósofo

#### Publicações independentes
- Zeit und Zeiterfahrung. Exposition eines Problembereichs. Dissertation, 1971, Suhrkamp, Frankfurt am Main 1972.
- Philosophische Psychologie. Überlegungen zur Begriffsbildung. In: Neue Hefte für Philosophie 11 (1977), S. 26–81.
- Nominalismus und innere Erfahrung. In: Zeitschrift für philosophische Forschung 36 (1982), S. 3–24.
- Sein und Aussehen von Gegenständen. Sind die Dinge farbig? In: Zeitschrift für philosophische Forschung 36 (1982), S. 531–552.
- Evolution, Erkenntnis und Kognition. Zweifel an der evolutionären Erkenntnistheorie. In: Wilhelm Lütterfelds (Hrsg.): Transzendentale oder evolutionäre Erkenntnistheorie? Wissenschaftliche Buchgesellschaft, Darmstadt 1987, S. 117–147.
- Intentionale Systeme: Überlegungen zu Daniel Dennetts Theorie des Geistes. In: Jochen Brandtstädter (Hrsg.): Struktur und Erfahrung in der psychologischen Forschung, de Gruyter, Berlin/New York 1987, S. 208–252.
- Schmerz: Eine Fallstudie zum Leib-Seele-Problem. In: Ernst Pöppel (Hrsg.): Gehirn und Bewußtsein, VCH Verlagsgesellschaft, Weinheim 1989, S. 125–134.
- Trying Out Epiphenomenalism. In: Erkenntnis Bd. 36, Nr. 3, Mai 1992.
- Was macht Bewußtsein zu einem Rätsel? In: Spektrum der Wissenschaft Oktober 1992. Wiederabgedruckt in: Gehirn und Bewußtsein, Spektrum Akademischer Verlag, Heidelberg/Berlin/Oxford 1994, S. 172–180; und: Thomas Metzinger (Hrsg.): Bewußtsein: Beiträge aus der Gegenwartsphilosophie, Paderborn 1996.
- Das Handwerk der Freiheit. Über die Entdeckung des eigenen Willens. Hanser, München 2001,[7] ISBN 3-596-15647-5.
- Untergräbt die Regie des Gehirns die Freiheit des Willens? In: Christof Gestrich und Thomas Wabel (Hrsg.): Freier Wille oder unfreier Wille? Wichern Verlag, Berlin 2005 (=Berliner Theologische Zeitschrift, Beiheft 2005), S. 20–36.
- Was bleibt von der analytischen Philosophie? In: Deutsche Zeitschrift für Philosophie, 2007, Heft III, S. 333–344.
- Wie wollen wir leben? Residenz, St. Pölten 2011, ISBN 978-3-7017-1563-3.
- Eine Erzählung schreiben und verstehen (Jacob Burckhardt-Gespräche auf Castelen). Hörbuch, Komplett-Media, München 2013, ISBN 978-3-8312-6483-4.
- Eine Art zu leben: Über die Vielfalt menschlicher Würde. Hanser, München 2013, ISBN 978-3-446-24349-1.

#### Editoras
- Analytische Philosophie des Geistes. Hain, Königstein/Ts. 1981 (2., verb. Auflage 1993, ISBN 3-8257-3006-9; 3. Auflage 1993, ISBN 978-3895471179; 4. Auflage 2007, ISBN 978-3407320810).
- Analytische Philosophie der Erkenntnis. Athenäum, Frankfurt am Main 1987.

### Como romancista
Publicado sob o pseudônimo de Pascal Mercier:
- Perlmanns Schweigen. Roman, Albrecht Knaus, München 1995, ISBN 3-442-72135-0.
- Der Klavierstimmer. Roman, Albrecht Knaus, München 1998, ISBN 3-442-72654-9.
- Nachtzug nach Lissabon. Roman, Hanser, München 2004, ISBN 3-446-20555-1.
- Lea. Novelle, Hanser, München 2007, ISBN 978-3-446-20915-2.
- Das Gewicht der Worte. Roman, Hanser, München 2020, ISBN 978-3-446-26569-1.